# Daniel Allerstorfer
Daniel Allerstorfer (ur. 4 grudnia 1992) – austriacki judoka, uczestnik igrzysk olimpijskich w 2016 roku. 

## Igrzyska olimpijskie
Wziął udział w rywalizacji w wadze powyżej 100 kilogramów podczas igrzysk w Rio de Janeiro. W 1/16 przegranej przegrał z reprezentantem Rosji Rienatem Saidowem i odpadł z dalszej rywalizacji. 
Jest przedstawicielem ruchu antydopingowego „Star Ribbon” jako reprezentant kraju związkowego Górna Austria.